# Telmatobius marmoratus
Espèce
Statut de conservation UICN

 VU A3cde : Vulnérable
Telmatobius marmoratus est une espèce d'amphibiens de la famille des Telmatobiidae.

## Répartition
Cette espèce se rencontre entre 3 000 et 5 244 m d'altitude :
- dans le sud du Pérou dans les régions de Puno et de Cuzco ;
- en Bolivie dans les départements de La Paz, de Cochabamba et d'Oruro ;
- dans le nord du Chili dans la région d'Arica et Parinacota.

Sa présence est incertaine dans la province de Jujuy en Argentine.

## Liste des synonymes
- Cycloramphus marmoratus Duméril & Bibron, 1841
- Cyclorhamphus aemaricus Cope, 1874
- Cyclorhamphus angustipes Cope, 1878 "1877"
- Cyclorhamphus pustulosus Cope, 1878 "1877"
- Batrachophrynus brevipalmatus Müller, 1924
- Telmatobius marmoratus riparius Vellard, 1953
- Telmatobius marmoratus rugosus Vellard, 1953
- Telmatobius crawfordi microcephalus Vellard, 1953
- Telmatobius marmoratus microcephalus Vellard, 1953
- Telmatobius marmoratus pseudo-jelskii Vellard, 1960

## Publication originale
- Duméril & Bibron, 1841 : Erpétologie générale ou Histoire naturelle complète des reptiles, vol. 8, p. 1-792 (texte intégral).